# بريسولس (آن)
بريسولس (بالفرنسية: Bressolles)‏ هي بلدية فرنسية تقع في إقليم الآن في فرنسا. رمز إنسي لها هو:1062. أما الرمز البريدي لها فهو: 1360.